# Mesoligia latistriata
Mesoligia latistriata là một loài bướm đêm trong họ Noctuidae.